# Матрой, Иван Куприянович
Иван Куприянович Матрой (22 июня 1919, Долинское, Херсонская губерния — 29 июня 1998, Долинское, Одесская область) — командир стрелкового отделения 289-го гвардейского стрелкового полка гвардии сержант — на момент представления к награждению орденом Славы 1-й степени.

## Биография
Родился 22 июня 1919 года в селе Долинское (ныне Ананьевского района Одесской области Украины). Молдаванин. Окончил 4 класса сельской школы. Работал пастухом в колхозе в родном селе.
В ноябре 1939 года был призван в Красную армию. На фронте в Великую Отечественную войну с июня 1941 года. К осени 1944 года воевал автоматчиком в составе 289-го гвардейского стрелкового полка 97-й гвардейской стрелковой дивизии.
В ночь на 24 ноября 1944 года северо-западнее населанного пункта Яблонице гвардии красноармеец Матрой в составе разведгруппы участвовал в захвате контрольного пленного. Действовал в группе поддержки, когда «язык» вырвался и побежал в свою сторону, он бросился за противников и задержал его. Доставленный пленный, фельдфебель пехотного полка дал ценные показания и подтвердил, что на участие обороны полка произошла смена частей противника. Все участники поиска были награждены орденами Славы 3-й степени.
Приказом по частям 97-й гвардейской стрелковой дивизии от 29 ноября 1944 года гвардии красноармеец Матрой Иван Куприянович награждён орденом Славы 3-й степени.
4 февраля 1945 года в бою при захвате населённого пункта Шемелей гвардии красноармеец Матрой находился в первой цепи атакующих. Сблизившись с противником открыл огонь из автомата, уничтожил свыше 13 противников. Обнаружив пулемётную точку, обошел её с тыла и огнём из автомата уничтожил расчёт, захватил пулемёт.
Приказом по войскам 5-й гвардейской армии от 2 апреля 1945 года гвардии красноармеец Матрой Иван Куприянович награждён орденом Славы 2-й степени.
11 февраля 1945 года в ночном бою за населённый пункт Тейхлинден гвардии сержант Матрой проявил инициативу, рискуя жизнью, подполз к дому, откуда вёл огонь вражеский пулемёт, и подавил его, перебив расчёт. Командиром полка гвардии подполковником Науменко был представлен к награждению орденом Славы 1-й степени.
В дальнейшем в составе своего полка участвовал в Берлинской операции, форсировании рек Нейсе реку Шпрее, вышел к реке Эльба в районе города Торгау.
Указом Президиума Верховного Совета СССР от 15 мая 1946 года гвардии сержант Матрой Иван Куприянович награждён орденом Славы 1-й степени. Стал полным кавалером ордена Славы.
В июне 1946 года старшина Матрой был демобилизован. Вернулся на родину. Работал в колхозе имен Кирова фуражиром, на колхозной мельнице. Жил в селе Долинское Ананьевского района. Скончался 26 июня 1998 года.
Награждён орденами Отечественной войны 1-й степени, Славы 1-й, 2-й и 3-й степеней, медалями.
Его имя увековечено на мемориале землякам на Театральной площади в городе-герое Одессе.